# Tommy Setford
Tommy Hogan Setford (Haarlem, Países Bajos, 13 de marzo de 2006) es un futbolista británico que juega de portero en el Arsenal F. C. de la Premier League.

## Primeros años
Nació en 2006 en Haarlem, hijo de un golfista profesional británico y de madre neerlandesa.

## Trayectoria
Estuvo en la cantera del Ajax de Ámsterdam antes de incorporarse a la del Arsenal F. C. en julio de 2024 por una cantidad no revelada que ronda el millón de euros. Acordó un contrato de cuatro años con el Arsenal, con opción a un año más. Debutó con el Arsenal el 30 de octubre en la Copa de la Liga contra el Preston North End F. C., al que ayudó a ganar por 3-0.

## Selección nacional
Formó parte de la selección sub-17 de Inglaterra que terminó quinta en el Campeonato Europeo Sub-17 de la UEFA 2023. Ese mismo año fue convocado para la Copa Mundial de Fútbol Sub-17 de 2023 y fue titular en los cuatro partidos del torneo, incluida la eliminatoria de octavos de final contra Uzbekistán.
En marzo de 2024 debutó con Inglaterra sub-19 contra Marruecos sub-19. Ha sido descrito como "muy apreciado en las categorías inferiores y también en la selección inglesa".

## Estilo de juego
Actúa como portero. Ha sido descrito como "apreciado... por su habilidad técnica, su capacidad para jugar desde atrás y su comprensión de las tácticas del juego".

## Vida personal
Hijo de Chris Setford, golfista profesional británico afincado en Países Bajos, el hermano mayor de Tommy, Charlie Setford, también jugó en las categorías inferiores del Ajax de Ámsterdam como portero y representó a Inglaterra en la categoría sub-18.

## Estadísticas

### Clubes
Actualizado al último partido disputado el 30 de octubre de 2024.
| Club                                   | Div.          | Temporada     | Liga  | Liga     | Copas nacionales | Copas nacionales | Copas internacionales | Copas internacionales | Total | Total    |
| Club                                   | Div.          | Temporada     | Part. | Goles(1) | Part.            | Goles(1)         | Part.                 | Goles(1)              | Part. | Goles(1) |
| -------------------------------------- | ------------- | ------------- | ----- | -------- | ---------------- | ---------------- | --------------------- | --------------------- | ----- | -------- |
| Arsenal F. C. Inglaterra               | 1.ª           | 2024-25       | 0     | 0        | 1                | 0                | 0                     | 0                     | 1     | 0        |
| Arsenal F. C. Inglaterra               | Total club    | Total club    | 0     | 0        | 1                | 0                | 0                     | 0                     | 1     | 0        |
| Total carrera                          | Total carrera | Total carrera | 0     | 0        | 1                | 0                | 0                     | 0                     | 1     | 0        |
| (1) Hace referencia a goles encajados. |               |               |       |          |                  |                  |                       |                       |       |          |